# Последствия ипотечного кризиса в США (2007)
Последствия ипотечного кризиса в США (2007) — это события и действия в мировой экономике, которые произошли после ипотечного кризиса в США под его влиянием.

## Потери
Потери от ипотечного кризиса оцениваются всё более высоко: в апреле 2008 года Международный валютный фонд указал величину возможных суммарных мировых потерь финансовых организаций в приблизительно 1 триллион долларов. В прогнозе МВФ, опубликованном годом позже, суммарные мировые потери банков и других финансовых организаций оцениваются более чем в 4 триллиона долларов.
Попытки правительства США обеспечить стабильность мировой финансовой системы привели к новым значительным финансовым расходам, величина которых к ноябрю 2008 года составила 7 триллионов долларов США. В то же время следует воспринимать их не как прямые расходы, а как инвестиции, займы и гарантии по займам. Во многих случаях правительство выкупало финансовые активы, такие как коммерческие бумаги, ипотечные ценные бумаги, или другие бумаги с обеспечением залогами, для того, чтобы повысить ликвидность рынков, на которых резко упала деловая активность. Поскольку экономическое положение продолжало ухудшаться, правительством США было принято решение осуществлять выдачу кредитов в случае предоставления залогов и заёмщикам из групп ранее неприемлемо высокого риска.

## Мнения о последствиях
Фрэнсис Фукуяма утверждает, что ипотечный кризис стал концом эпохи экономической политики Рейгана в финансовом секторе (то есть низкого уровня законодательного регулирования, незначительной роли правительства и низких налогов), и что как следствие кризиса следует ожидать значительных изменений в регулировании финансового сектора.
Фарид Закария уверен в том, что кризис может заставить американцев и их правительство отказаться от широко распространённого использования заёмного капитала и жить по своим средствам. Кроме того, он предполагает, что лучшие специалисты, занятые в сфере разработки новых кредитно-финансовых инструментов, перейдут работать в научную или прикладную сферы.
По мнению Роджера Олтмена (Roger Altman), «экономический крах 2008 года вызвал глубочайшие изменения в финансовой системе [США], экономике страны и роли США в мире; кризис привел к значительному снижению геополитического влияния США … его начало привело к усилению исторических тенденций, которые привели к постепенной потере США ключевой роли в мировой политике. В среднесрочном периоде Америке придётся довольствоваться меньшей сферой влияния, в то время как другие страны, в особенности Китай, могут рассчитывать на рост их влияния».
Главный управляющий «Дженерал электрик» Джеффри Иммельт считает, что дефициты торгового баланса и бюджета США не могут безнаказанно оставаться на существующем уровне: Америка должна добиться увеличения конкурентоспособности за счёт создания инновационных товаров, повышения квалификации рабочих, а также лидерства в области экономики. Иммельт рекомендует создание правительственных программ, направленных на достижение результатов по обеспечению независимости от поставщиков энергоресурсов, разработке определённых технологий, увеличению количества занятых в производстве, достижению превышения экспорта над импортом. Развитие производства и технологической отрасли должно стать приоритетным: «Положение США в мире изменилось, теперь нашей целью во имя завоевания лидирующего положения в будущем должно стать интенсивное обновление страны. Многие поверили в то, что США могут перейти от экспортоориентированной экономики, основанной на лидерстве в области высокотехнологичного производства, к экономике, ориентированной на потреблении, в которой главную роль играет сектор услуг, и при этом продолжать процветать. Но это абсурдно».
В 2009 года экономист Пол Кругман писал: «Экономическое преуспевание, если его можно так назвать (огромными были прибыли корпораций, а не средний уровень заработной платы), зависело от роста огромного пузыря на рынке недвижимости, который пришёл на смену такому же пузырю на рынке ценных бумаг. И поскольку в ближайшее время не следует ожидать повторения ситуации роста на рынке недвижимости, не стоит ожидать и возвращения к докризисному уровню потребления». По данным Найалла Фёргусона, за время нахождения Буша на посту президента экономика США выросла всего на 1 %, если не учитывать получения кредитов под залог увеличившейся стоимости домов.
Главный управляющий корпорации «Майкрософт» Стив Балмер утверждает, что кризис привел к возвращению на более низкий уровень экономического благоденствия, а не к экономическому спаду; соответственно, не следует ожидать быстрого возвращения к докризисному уровню.
Согласно статье, опубликованной в журнале «Экономист» в мае 2009 года, «правительства западных стран потратили огромные средства на то, чтобы оказать банкам экстренную финансовую помощь; теперь им придётся платить за это повышением налогов, необходимым для выплаты процентов по возникшим из-за этого задолженностям. В странах (таких, как Великобритания или США) с дефицитом как торгового баланса, так и бюджета, это повышение будет необходимым для выплат процентов по кредитам иностранных инвесторов. Возможные политические последствия подобного вынужденного сокращения потребления ставят правительства перед соблазном нарушить свои обязательства, незаметно позволив валюте страны обесцениться. Всё большее количество инвесторов осознаёт существование этой опасности…».
Кризис заставил усомниться в здравости традиционного подхода к решению экономических проблем Алана Гринспен, занимавшего пост председателя Федеральной резервной системы с 1986 года по январь 2006 года. Сенатор Крис Додд утверждает, что политика Гринспена способствовала развитию кризиса, вызванного стечением крайне неблагоприятных обстоятельств. Гринспен прокомментировал последствия ипотечного кризиса следующим образом:

Текущий кредитный кризис завершится, когда избыточные новые дома будут распроданы, а дефляция цен на жилую недвижимость остановится. Это приведёт к стабилизации стоимости недвижимости, в настоящее время колеблющейся. Стоимость недвижимости — это её залоговая стоимость, и её стабилизация важна в первую очередь для жилой недвижимости, которая является залогом по ипотечным ценным бумагам. Несомненно, что кризис приведёт к значительным финансовым убыткам. Но после долгого периода адаптации восстановятся и мировая экономика, и экономика США.